# والتر راوش
والتر راوش (بالألمانية: Walter Rauch)‏ هو سياسي نمساوي، ولد في 7 فبراير 1978 في النمسا. حزبياً، نشط في حزب الحرية النمساوي. وقد انتخب عضو المجلس الوطني للنمسا وقد انضم خلال فترته النيابية ‏ للكتلة البرلمانية Freedom Party Parliamentary Group ‏ وانتخب عضو المجلس الوطني للنمسا عن دائرة East Styria (National Council electoral district) ‏ وقد انضم خلال فترته النيابية ‏ للكتلة البرلمانية Freedom Party Parliamentary Group ‏ وانتخب عضو المجلس الوطني للنمسا (29 أكتوبر 2013 – ).